# Vălenii de Munte
Vălenii de Munte (¨rumænsk udtale: [vəˈlenij de ˈmunte]) er en by i distriktet Prahova i det sydlige Rumænien i den historiske region Muntenien, med et indbyggertal på 12.044 (2021) Den ligger i dalen til floden Teleajen, 28 km  nord for distriktets hovedsæde Ploiești.

## Historie
Den første omtale af bygden stammer fra 1431. I 1645 blev Vălenii de Munte (eller Văleni forkortet Văleni) officiel residens for det daværende Săcueni distrikt. Dokumenter fra 1832 noterer, at Valeni havde 518 husstande og 2 590 indbyggere. I slutningen af det 19. århundrede var Vălenii de Munte en bykommune, der var dannet af landsbyerne Văleni (Târgul-Văleni), Turburea og Valea Gardului, med i alt 3.000 indbyggere, som nød godt af at have et lokalt hospital, apotek, postkontor og telegrafstation. I 1907 bosatte historikeren Nicolae Iorga sig i Văleni og åbnede i januar 1908 Folkets sommeruniversitetet i Văleni.